# كنت أندرسون (روائي)
كنت أندرسون (بالإنجليزية: Kent Anderson)‏ (20 أغسطس 1945، كارولاينا الشمالية في الولايات المتحدة)؛ كاتب سيناريو وروائي أمريكي.

## روابط خارجية
- كنت أندرسون على موقع IMDb (الإنجليزية)